# Théodore-Jean Tarade
Théodore-Jean Tarade (Paris, 1er novembre 1731 – La Flèche, 14 septembre 1788) est un violoniste et compositeur français de la période préclassique.

## Biographie
Théodore-Jean Tarade, dès 1751, est membre de l'Orchestre de l'Académie royale de musique et ce, jusqu'à son départ à la retraite en 1776. Il fait ses débuts en tant que soliste en 1754, avec un concerto pour violon de Jean-Joseph Cassanéa de Mondonville, au Concert spirituel. En 1757, il fait deux autres apparitions solistes au même Concert spirituel, en duo avec Jacques Lemière. Le 15 juillet 1765, son opéra-comique La Réconciliation villageoise est donné avec succès à la Comédie-Italienne. En 1767, il épouse la copiste Françoise-Marie Dutartre, avec laquelle il ouvre un magasin de musique. En dehors de cette activité, Tarade, avant tout, donne des leçons de violon. Après le déclin de l'affaire en 1783, il est professeur de violon en  1785, à l'école Militaire du Collège royal Henri-le-Grand, à La Flèche ,.

## Œuvre (sélection)
À côté de son travail pour l'opéra, il arrange des airs français bien connus, ou pour flûte et basse continue. Dans son Traité du violon, il décrit la technique et l'interprétation des violonistes de la génération précédente, comme Jean-Baptiste Senaillé, Jean-Pierre Guignon et Jean-Marie Leclair.
Œuvres instrumentales
- Six Sonates, op. 1 pour violon et basse continue (qui peuvent se jouer sur le pardessus de viole) 1761
- Premier Recueil des plus beaux airs pour 2 violons
- Suite de Noëls en quatuor (peut-être perdu).
- Symphonie concertante pour 2 violons, alto et orchestre (perdu).
- Les amusements d'un violon seul ou 2e Recueil d'airs connus

Méthodes
- Nouveaux principes de musique et du violon (perdu), des extraits cités dans L'Art du violon de Jean-Baptiste Cartier de 1798.
- Traité du violon (1774), réimpression en 1972.
- L'Art du violon (Paris, 1789)